# Алтриер
Алтриер (на люксембургски: Altréier / Schanz) e село в Люксембург, окръг Гревенмахер, кантон Ехтернах, община Бех.
Населението му е 184 души през 2001 година.